# Bahadarabad
Bahadarabad es una ciudad censal situada en el distrito de Haridwar,  en el estado de Uttarakhand (India). Su población es de 10096 habitantes (2011). Se encuentra a 11 km de Haridwar.

## Demografía
Según el censo de 2011 la población de Bahadarabad era de 10096 habitantes, de los cuales 5366 eran hombres y 4730 eran mujeres. Bahadarabad tiene una tasa media de alfabetización del 81,73%, superior a la media estatal del 78,82%: la alfabetización masculina es del 88,84%, y la alfabetización femenina del 73,68%.